# Ancharia
Ancharia war eine im 1. Jahrhundert v. Chr. lebende, einer senatorischen Familie, der   gens Ancharia, entstammende Römerin.
Ancharia war die erste Gemahlin des römischen Politikers Gaius Octavius, der einem zwar nur ritterlichen, aber vermögenden, in Velitrae ansässigen Zweig der Octavier angehörte. Aus der Ehe von Ancharia und Gaius Octavius ging eine Tochter, Octavia Maior, hervor. Gaius Octavius heiratete spätestens 65 v. Chr. in zweiter Ehe Atia, die von ihm Mutter der Octavia Minor und des späteren Kaisers Augustus wurde. Über Ancharia liegen ansonsten keine überlieferten Informationen vor.